# Orientaliskt korthår
Orientaliskt korthår, eller oriental är en kattras som kan sägas vara en variant av siamesen. Orientalen har samma kroppsform och temperament som siamesen, endast teckningen och ögonfärgen skiljer dem åt. Orientalen saknar siamesens karakteristiska colorpoint-teckning, och har alltså en jämn färgfördelning över hela kroppen. Den har även gröna ögon, till skillnad från siamesens blå. 
Orientalen är en mycket social och pratsam kattras, och trivs inte som ensamkatt. 